# Frederico George
Frederico Henrique George OC • GCM (Santa Isabel, Lisboa, 15 de Novembro de 1915 – Coração de Jesus, Lisboa, 26 de Janeiro de 1994) foi um  pintor e arquiteto português.

## Biografia
Nasceu a 15 de novembro de 1915, no 1.º andar do n.º 75 da Rua Coelho da Rocha, freguesia de Santa Isabel, em Lisboa, filho de Alberto George, então de 46 anos, empregado da Companhia Carris de Ferro de Lisboa, natural de Lisboa (freguesia de Santos-o-Velho), e de Joaquina de Almeida George, então de 38 anos, doméstica, natural de Loures (freguesia de Santa Iria).
Frederico George diplomou-se em Pintura na Escola de Belas-Artes de Lisboa (EBAL), onde frequentou esse curso a partir de 1930, tendo-o concluído em 1935. Em 1940 por sugestão do Arquiteto Cottinelli Telmo (seu chefe na equipa técnica da Exposição do Mundo Português) re-inscreve-se na EBAL em 1946 para cursar Arquitetura que termina em 1950 e onde teve por colegas Nuno Teotónio Pereira e Francisco Conceição Silva. 
Concorreu a várias Exposições realizadas no País, entre elas obtendo, em 1937, na Sociedade Nacional de Belas-Artes, a 2.ª Medalha de Desenho e a 3.ª Medalha de Pintura.
Fez parte da Primeira Missão Estética de Férias, em Tomar, no ano de 1938.
Nos anos 40 realizou diversos quadros figurativos com raizes em Cezanne, Picasso , Braque e Modigliani, pintores que admirava.
Participou e colaborou na decoração da Exposição do Mundo Português, em 1940, na qualidade de pintor. A 4 de Março de 1941 foi feito Oficial da Ordem Militar de Cristo e obteve o Prémio Columbano do Secretariado Nacional de Informação na Exposição do Secretariado de Propaganda Nacional em 1944.
Há alguns trabalhos seus no Museus: de Arte Contemporânea, de Lisboa, de Beja, de Leiria, de Gouveia e na coleção do Centro de Arte Moderna da Fundação Calouste Gulbenkian bem como em colecções particulares, inclusive em Londres.
Colaborou em várias revistas nacionais e estrangeiras e deu colaboração literária à revista Luso-Brasileira "Atlântico".
Foi professor do Ensino Técnico na Escola Industrial Marquês de Pombal e, em seguida, da Escola Artística Antonio Arroio onde iniciou em Portugal o estudo do "design" testando didáticas e pedagogia em cadeiras acolhidas pelo diretor e amigo pintor António Lino. Daciano da Costa foi nessa altura seu dileto aluno; foi depois colocado no curso de Arquitetura da Escola Superior de Belas-Artes de Lisboa (ESBAL-1958) onde terminaria o seu percurso docente em 1985 no limite de idade. Foi Diretor da ESBAL-DA, após a cisão dos dois departamentos (arquitetura e artes), tendo dirigido a instituição no difícil período de 1974 -1976, em que as mudanças políticas gerais e específicas do ensino superior levaram à reestruturação de conteúdos, curriculae e didáticas no ensino da Arquitetura.
Participou na 1.ª Exposição de Design Português em 1971 como "consultor" (sendo autor de uma interessante Introdução ao catálogo), organizada pelo Instituto Nacional de Investigação Industrial (INI) e Interforma – Equipamento de Interiores. Tem móveis de uso doméstico presentes na coleção do Museu do Design, tendo amiúde desenhado interiores e móveis para casas de familiares (Carlos George, Gabriela de Macedo, José Pinto Nogueira, entre outros) e amigos.
A 4 de Fevereiro de 1989 foi agraciado com a Grã-Cruz da Ordem do Mérito.
O Espólio de Frederico George, que se encontra arquivado na Direcção-Geral dos Edifícios e Monumentos Nacionais (DGEMN) no (Forte de Sacavém), é constituído por 1 748 pastas, 10 584 desenhos e 24 602 fotografias.
Morreu a 26 de janeiro de 1994, na freguesia do Coração de Jesus, em Lisboa.
Tem uma Rua com o seu nome no Lumiar, em Lisboa.

### Casamentos e descendência
A 26 de junho de 1940, casou primeira vez civilmente, em Lisboa, com Maria Luísa Poças Leitão Conceição Silva, então de 25 anos, natural de Lisboa (freguesia de São Mamede), filha do pintor António Tomás da Conceição Silva, fundador e primeiro tesoureiro da Sociedade Nacional de Belas-Artes, e de Maria de Jesus Poças Leitão Conceição Silva, natural de Vidigueira (freguesia de Vila de Frades). Do casamento nasceram dois filhos: Elsa George Ramsey (1941 - Designer em Londres) e Pedro Conceição Silva George (1951 - Urbanista/Arquiteto em Lisboa). Por sentença de 20 de dezembro de 1961, transitada em julgado a 3 de janeiro de 1962, os dois divorciaram-se litigiosamente.
Em 1962, casou segunda vez na Capela do Sagrado Coração de Jesus, em Algueirão-Mem Martins, com  Maria Margarida de Sousa Canavarro de Meneses Fernandes Costa (Ilha de São Tomé, 23 de Fevereiro de 1917 – Lisboa, 25 de Dezembro de 2003), viúva de D. Fernando Mascarenhas, 12.º Conde da Torre e Marquês de Fronteira, sem geração, na decorrência do trabalho de restauro e modernização do Palácio Fronteira, por ela encomendado.

## Obras
- Projetos de arquitetura:

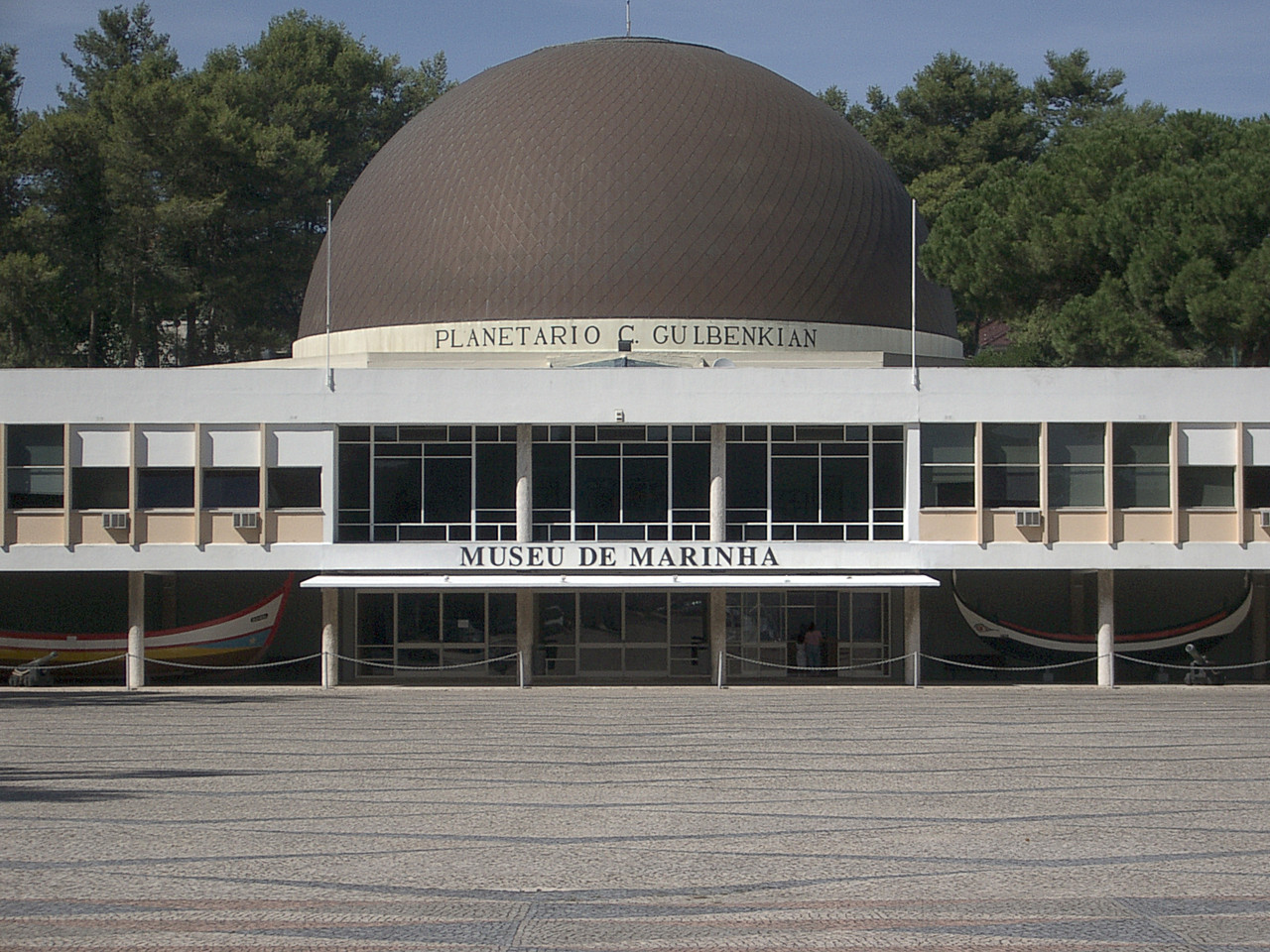
Planetário Calouste Gulbenkian

  - Decoração do Cinema Império, Lisboa[7]
  - Projeto para o Pavilhão de Portugal na Exposição Comemorativa do IV Centenário da Cidade de São Paulo (1953-1954)
  - Projecto para o edifício dos Correios em Lagos (1970)[7]
  - Projecto para o edifício do Hotel Penta, Lisboa (1975)[7]
  - Participou no restauro do Palácio dos Marqueses de Fronteira em Lisboa(1958/89)[7]
  - Museu de Marinha e Planetário Calouste Gulbenkian, Lisboa[11]
  - Pavilhão de Portugal da Expo Internacional de Osaka (1970) (com Daciano da Costa)[11]
  - Preparação e Projeto Geral da Exposição Comemorativa do V Centenário do Infante D. Henrique (1958) (com Daciano da Costa e outros)[11]
  - Pavilhão de Portugal na Exposição Comemorativa do IV Centenário da cidade do Rio de Janeiro, Brasil[12] (1966)
  - Plano Especial para a UNOR 40 (atual Avenida Lusíada) do Plano Geral de Urbanização de Lisboa (1977- 1982)
  - Plano de remodelação do espaço fronteiro à Igreja dos Jerónimos e extensão novecentista, para o Comissariado da XVII Exposição de Arte, Ciência e Cultura do Conselho da Europa (1984-
- Livros
  - "Almeida Araújo : pintor, escultor, arquitecto" editado pela INAPA em 1993,  com prefácio de Frederico George ISBN 972-9019-56-8.[13]
  - "A Ponte Salazar" editado pelo Ministério das Obras Públicas / Gabinete da Ponte Sobre o Tejo em que Frederico George foi o responsável gráfico.[14]

## Prémios
- Nomeado Professor Honoris Causa pela Universidade Técnica de Lisboa a título póstumo em 2001[15]